# Миссия ООН по стабилизации в ДР Конго
Миссия ООН по стабилизации в Демократической Республике Конго (фр. Mission de l'Organisation des Nations Unies pour la stabilisation en République démocratique du Congo, MONUSCO) является миротворческими силами Организации Объединённых Наций в Демократической Республике Конго (ДРК), которые были созданы Советом Безопасности Организации Объединённых Наций резолюциями 1279 (1999 года) и 1291 (2000 года) для наблюдения за мирным процессом после завершения Второй конголезской войны, впоследствии основное внимание было уделено конфликту в Итури, конфликту в Киву и конфликту в Донго.
Следующие страны предоставили контингенты миротворческих войск: Бангладеш, Бельгия, Бенин, Боливия, Босния и Герцеговина, Бразилия, Буркина-Фасо, Гана, Гватемала, Египет, Замбия, Индия, Индонезия, Иордания, Ирландия, Йемен, Камерун, Канада, Кения, Китай, Марокко, Кот-д’Ивуар, Малави, Малайзия, Мали, Монголия, Непал, Нигер, Нигерия, Нидерланды, Пакистан, Парагвай, Перу, Польша, Россия, Румыния, Сенегал, Сербия, Соединенное Королевство, Соединенные Штаты, Тунис, Украина, Уругвай, Франция, Чешская Республика, Швейцария, Швеция, ЮАР, Шри-Ланка.
Кроме того, следующие страны предоставили своих полицейских: Бангладеш, Бенин, Бразилия, Буркина-Фасо, Гана, Гвинея, Египет, Иордания, Йемен, Камерун, Мадагаскар, Мали, Нигер, Нигерия, Россия, Румыния, Сенегал, Того, Тунис, Турция, Украина, Франция, Чад, Швейцария и Швеция.
Первоначальное присутствие ООН в Демократической Республике Конго до принятия резолюции 1291 представляло собой группу военных наблюдателей для наблюдения и представления докладов о соблюдении группировками мирных соглашений, развертывание которых было санкционировано предыдущей резолюцией 1258 (1999). Резолюция 2348 (2017) предоставляет полномочия для нынешнего мандата миссии.

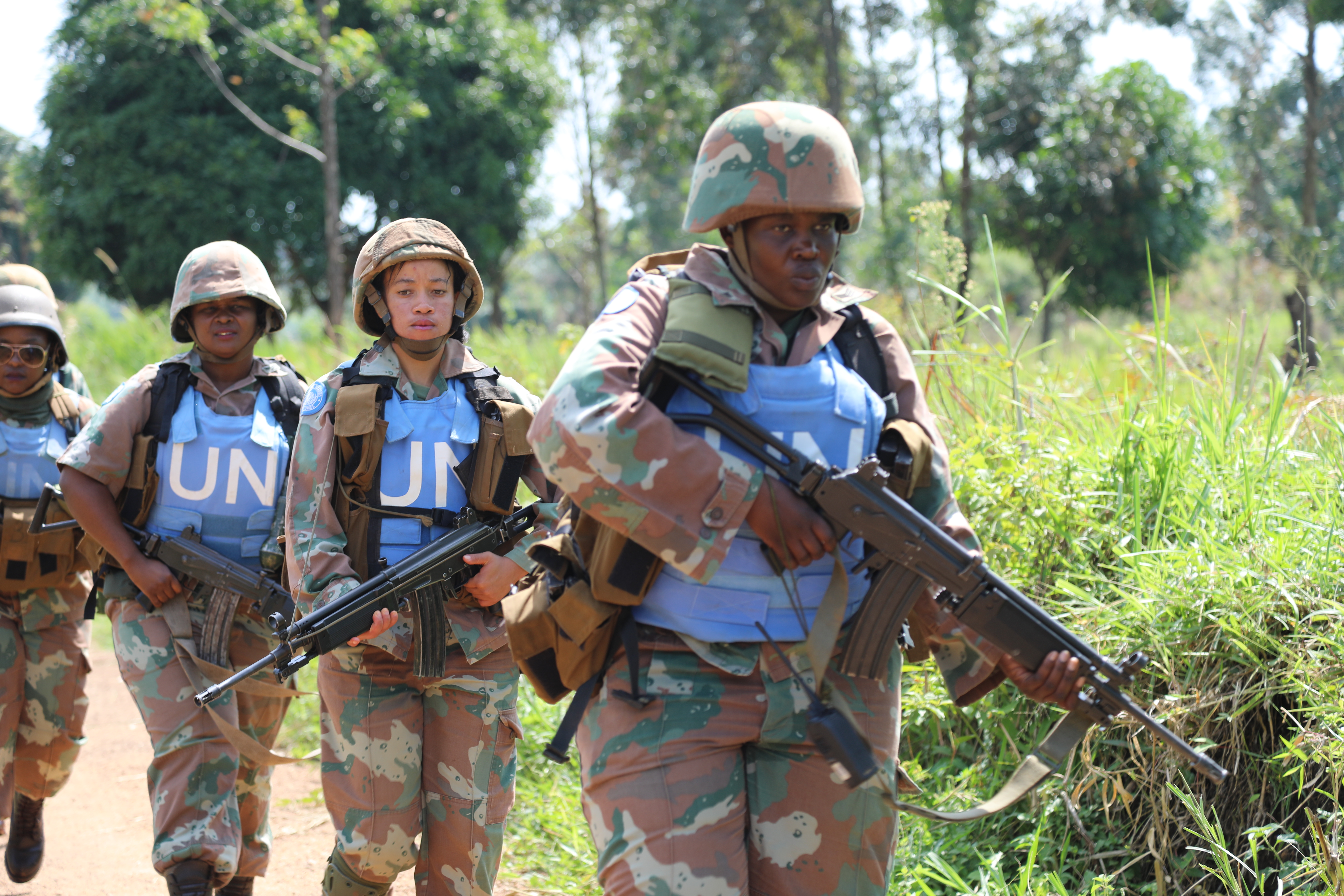
Женщины-военнослужащие южноафриканского миротворческого контингента в ДРК

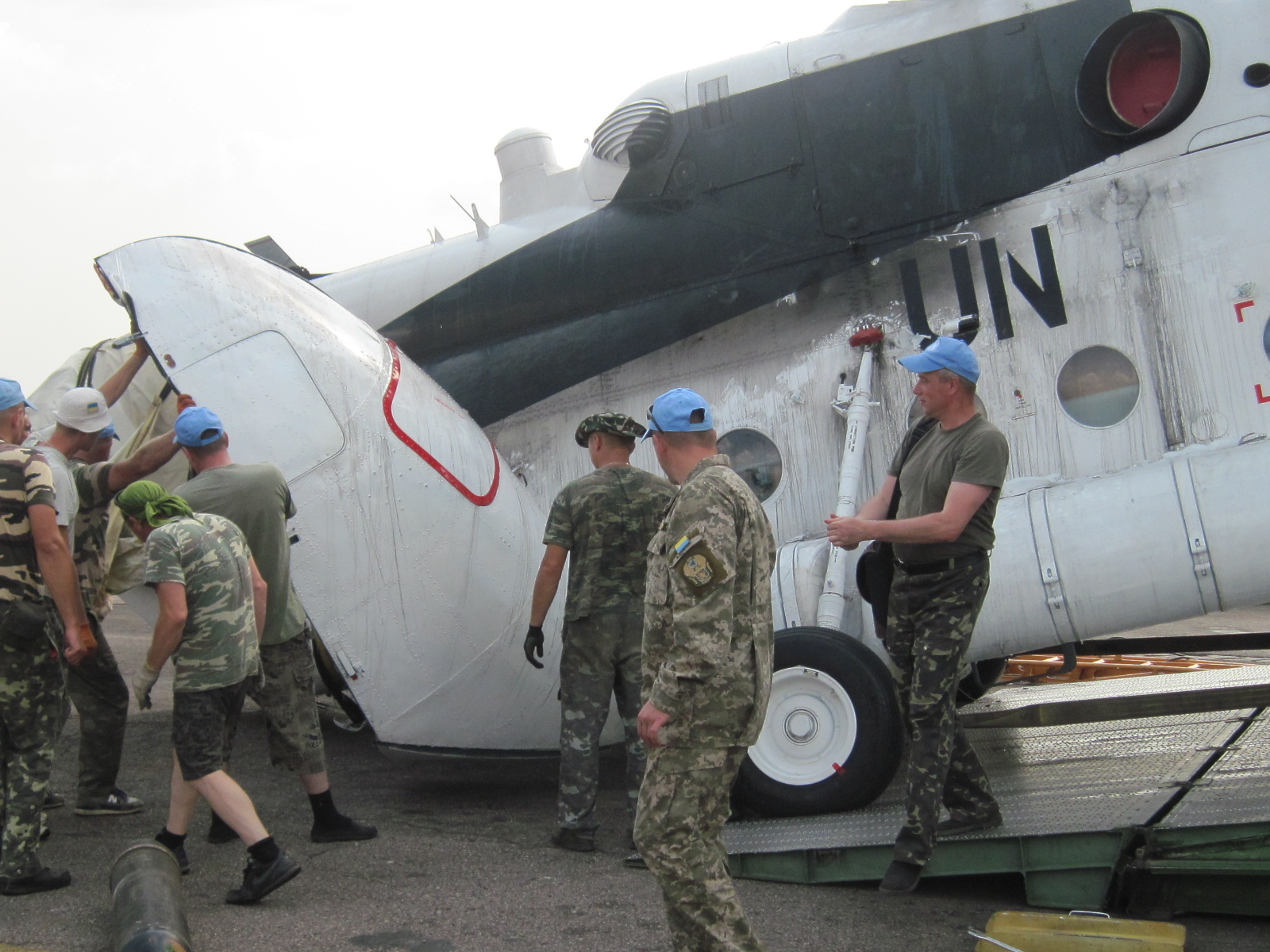
Военнослужащие украинского миротворческого контингента в ДРК осваивают новый вертолёт.

С 1999 года на финансирование миротворческих усилий ООН в ДРК было потрачено около 8,74 миллиарда долларов США. По состоянию на октябрь 2017 года, общая численность миротворческих войск ООН в ДРК составляла примерно 18 300 человек. Более тридцати стран предоставили военный и полицейский персонал для миротворческих усилий, при этом Индия предоставила самый большой контингент. В июне 2011 года сообщалось, что Индия готовится постепенно сократить свои миротворческие силы в ДРК.

## История

### 1990-e годы
ООН вторично направила миротворческие силы в Конго после Лусакского соглашения о прекращении огня от 17 июля 1999 года и резолюции 1258 Совета Безопасности Организации Объединённых Наций от 6 августа 1999 года.
Первые офицеры связи прибыли в ДРК 3 сентября 1999 года. В ноябре 1999 года общее число офицеров связи составляло 39, распределенных в столицах воюющих стран (Руанда, Уганда, Бурунди, Замбия, Намибия, Зимбабве, Эфиопия), включая 24, которые были размещены в Киншасе. В январе 2000 года их число достигло 79, и они были распространены по всей территории ДРК. Их миссия состояла в том, чтобы поддерживать связь со всеми воюющими группировками, оказывать техническую помощь и готовить развертывание военных наблюдателей.

### 2000-е годы

#### 2000
24 февраля 2000 года резолюцией 1291 Совет Безопасности ООН санкционировал развертывание в ДРК максимум 5537 военнослужащих, включая 500 военных наблюдателей. 4 апреля 2000 года сенегальский генерал-майор Мунтага Диалло был назначен командующим вооруженными силами ООН в ДРК. Мандат заключается в наблюдении за выполнением Соглашения о прекращении огня и передислокацией воюющих сил, разработке плана действий по общему осуществлению Соглашения о прекращении огня, работе со сторонами в целях освобождения всех военнопленных, военнопленных и возвращения останков, содействия оказанию гуманитарной помощи и содействия Посреднику в национальном диалоге.
Действуя в соответствии с главой VII Устава Организации Объединённых Наций, Совет Безопасности ООН уполномочил миротворческие силы предпринять необходимые действия в районах развертывания своих пехотных батальонов для защиты персонала, объектов, сооружений и оборудования Организации Объединённых Наций, обеспечения безопасности и свободы передвижения её персонала и защиты гражданских лиц, находящихся под непосредственной угрозой физического насилия.
В декабре 2000 года в 13 пунктах по всей стране было развернуто 224 военнослужащих, в том числе 148 наблюдателей. Наблюдатели смогли зафиксировать только несоблюдение режима прекращения огня, ожесточенные бои в Кисангани и в Экваториальной провинции и Катанге, а также присутствие иностранных войск в ДРК. Развертывание войск ООН было невозможно из-за ситуации в области безопасности и нежелания конголезского правительства.

### 2001
Даже несмотря на то, что начало 2001 года все ещё было затруднено спорадическими боевыми действиями, военные наблюдатели могли выполнить свою миссию в отношении разъединения сил и вывода некоторых руандийских и угандийских войск.
В марте 2001 года в Калемие прибыло первое уругвайское подразделение миротворцев. Силы были развернуты в четырёх секторах: в Кананге, Кисангани, Калемие и Мбандаке. В июле 2001 года численность сил составляла 2366 военнослужащих, включая 363 военных наблюдателя, распределенных в 22 городах, и 28 групп, наблюдающих за разъединением сил. Численность военнослужащих составляла 1869 человек. Они приехали из Южной Африки, Уругвая, Марокко, Сенегала и Туниса. Подразделения охраны охраняли базы миротворцев в Киншасе, Кананге, Кисангани, Калемие, Гоме и Мбандаке. Также были развернуты уругвайское речное подразделение и южноафриканская группа медицинской эвакуации по воздуху. Развернутые войска предназначались только для защиты объектов от грабежей и воровства, у сил не было ни мандата, ни сил для защиты гражданского населения или даже для эвакуации персонала ООН. В соответствии с резолюцией 1355 Совета Безопасности военные наблюдатели в рамках своих возможностей могли бы также вносить вклад в процесс добровольного разоружения, демобилизации, репатриации и реинтеграции вооруженных групп.
Резолюцией 1376 Совета Безопасности Совет Безопасности приступил к третьему этапу развертывания войск ООН на востоке Демократической Республики Конго. Место для материально-технической базы планировалось выбрать Доброе.

### 2002
В 2002 году 450 военных наблюдателей, разделенных на 95 групп, продолжали следить за прекращением огня вдоль бывших линий фронта. Группы также расследовали нарушения режима прекращения огня. Иностранные войска продолжали покидать страну. Речные подразделения войск ООН сопровождали первые суда по реке Конго, которая снова была открыта для коммерческого судоходства. В июне 2002 года общая численность войск ООН составляла 3804 человека. Контингенты из Ганы и Боливии присоединились к силам, из которых более трети солдат были уругвайцами. В Кисангани было развернуто более тысячи солдат. 14 мая 2002 года военный наблюдатель погиб недалеко от Икеа в результате взрыва мины под его автомобилем. 30 июля 2002 года различные стороны подписали Преторийское соглашение. Изменился характер миссии миротворцев. Военные наблюдатели следили за выводом 20 000 руандийских солдат, но они также отметили рост этнического насилия в провинции Итури. В конце 2002 года в ДРК насчитывалось в общей сложности 4200 военнослужащих ООН.
Резолюцией 1445 Совет Безопасности санкционировал увеличение численности военного персонала до 8500 человек. Также был одобрен принцип двух независимых сил вмешательства. Миссия ООН должна была поддержать процесс добровольного разоружения, демобилизации, репатриации, реинтеграции и расселения (РДРРР), но без применения силы.

### 2003
В начале 2003 года в сотрудничестве с гражданами были проведены многочисленные операции по РДРРР. До начала переходного периода солдаты ООН были развернуты вдоль линии фронта. Началась обширная передислокация войск на Восток. Четыре координационных центра и 22 базы в западной части страны были закрыты. Было передислоцировано более ста наблюдателей, и уругвайские контингенты прибыли в Букаву и Луберо. Группы наблюдателей отслеживали серьёзные боевые действия и нарушения прав человека в Итури. В апреле 2003 года 800 уругвайских солдат были развернуты в Буниа в соответствии с резолюцией 1484. В том же месяце российский наблюдатель майор В. Ю. Бударин погиб при взрыве мины. В мае 2003 года два военных наблюдателя были зверски убиты боевиками. Вывод 7000 угандийских военнослужащих в апреле 2003 года привел к ухудшению ситуации в области безопасности в районе Итури, что поставило под угрозу мирный процесс. Генеральный секретарь ООН Кофи Аннан призвал к созданию и развертыванию временных многонациональных сил в этом районе до тех пор, пока ослабленная миссия ООН не будет усилена.
В своем втором специальном докладе Совету Безопасности Генеральный секретарь ООН предложил переориентировать миссию: оказывать поддержку в переходный период и поддерживать безопасность в ключевых районах страны. Соответственно, он предложил создать бригаду в Итури для поддержки мирного процесса.
30 мая 2003 года Совет Безопасности в своей резолюции 1493 санкционировал развертывание временных чрезвычайных многонациональных сил в Буниа с задачей обеспечить безопасность аэропорта, защитить внутренне перемещенных лиц в лагерях и гражданских лиц в городе. Резолюция 1493 санкционировала увеличение численности военного персонала до 10 800 человек, ввела эмбарго на поставки оружия и разрешила миссии использовать все необходимые средства для выполнения своего мандата в районе Итури и, по её мнению, в пределах своих возможностей, также в Северной и Южной Киву.
Французское правительство проявило интерес к руководству операцией. Вскоре она расширилась до миссии под руководством ЕС с Францией в качестве базовой страны, предоставляющей основную часть персонала и дополняемой вкладами как стран ЕС, так и стран, не входящих в ЕС. Общая численность сил составляла около 1800 человек, и их поддерживали французские самолёты, базирующиеся на аэродромах Нджамена и Энтеббе. Также была добавлена небольшая шведская группа специального назначения (SSG) численностью 80 человек.
Операция под названием операция «Артемида» была начата 12 июня и заверена в течение следующих трех недель. Миротворцам ЕС удалось стабилизировать ситуацию в Буниа и обеспечить присутствие ООН в ДРК. В сентябре 2003 года ответственность за безопасность в регионе была передана миссии ООН.
Растущий военный конфликт в ДРК заставил Организацию Объединённых Наций обратиться за дополнительной военной помощью к крупным державам. В июле 2003 года Индия объявила, что направит дополнительно 300 военнослужащих и боевых самолётов ВВС Индии для укрепления миротворческих усилий ООН в ДРК.
В сентябре 2003 года была сформирована бригада Итури, в состав которой входили солдаты из Уругвая, Бангладеш, Непала, Пакистана, Индонезии, Индии и Марокко. В ноябре 2003 года в ДРК находилось в общей сложности 10 415 миротворцев, в том числе пехотные подразделения, инженерные подразделения, вертолётные подразделения, подразделения материально-технического обеспечения, медицинские подразделения и речные подразделения.

### 2004
Развертывание итурийского отряда, проводящей операции по оцеплению и поиску, улучшило условия безопасности в Итури, но в то же время миротворцы стали мишенью боевиков. 12 февраля 2004 года в Итури был убит военный наблюдатель.
С приходом Переходного правительства Демократической Республики Конго, в состав которого входили члены повстанческих движений, более 900 тунисских и ганских военнослужащих ООН, обеспечение безопасности Киншасы стало проще.
Было решено, что войска, присутствующие в провинциях Киву, будут собраны под единым командованием бригады. В марте нигерийский генерал Самайла Илия принял командование силами.
В июне 2004 года Букаву был занят мятежным генералом Лораном Нкундой. 1000 военнослужащих ООН могли защищать только свои собственные объекты. Всю страну охватили беспорядки, вынудив войска ООН открыть огонь по мародерам в Киншасе.
В конце 2004 года военнослужащие ООН вновь стали мишенью боевиков в Итури.
Хотя Генеральный секретарь просил увеличить численность военнослужащих на 13 100 человек, в октябре 2004 года Совет Безопасности резолюцией 1565 санкционировал увеличение численности военнослужащих на 5900 человек и определил мандат, который все ещё действует сегодня. Стратегическими военными целями сил ООН были:
- активный вклад в умиротворение и общее улучшение безопасности в стране;
- оказание поддержки в разрешении конфликтов в политически нестабильных районах;
- повышение безопасности границ с помощью региональных механизмов укрепления доверия, таких как Совместный механизм проверки, и эффективное патрулирование и мониторинг эмбарго на поставки оружия;
- сбор и анализ военной и другой информации.

В соответствии с резолюцией ООН индийская армия объявила, что направит в ДРК дополнительно 850 военнослужащих и четыре боевых вертолёта.

### 2005
К 2005 году численность миротворческих сил ООН в Конго достигла более 16 000 военнослужащих, разделенных почти поровну между Западной бригадой и Восточной дивизией.
В феврале 2005 года миссия выразила сожаление в связи с гибелью 9 бангладешских солдат ООН, убитых во время засады в Итури. Действия бригад Итури и Киву становятся все более решительными, и давление на все вооруженные группировки усиливается.
Томас Лубанга Дьило, лидер Союза конголезских патриотов, и другие лидеры боевиков были арестованы конголезскими властями и заключены в тюрьму в Макале, Киншаса. Лубангу обвинили в том, что он отдал приказ об убийстве миротворцев в феврале 2005 года и в том, что он стоял за постоянным отсутствием безопасности в этом районе.
10 февраля 2006 года Международный уголовный суд выдал ордер на арест Лубанги за военное преступление, заключающееся в призыве и вербовке детей в возрасте до пятнадцати лет и использовании их для активного участия в боевых действиях. Конголезские национальные власти передали Лубангу Международному уголовному суду 17 марта 2006 года.
1 марта 2005 года непальские, пакистанские и южноафриканские пехотные подразделения при поддержке индийских боевых вертолётов провели масштабную операцию по оцеплению и поиску в Итури, в результате которой было убито от 50 до 60 ополченцев.
В мае 2005 года Генеральный секретарь ООН запросил дополнительную бригаду для Катанги. Совместные операции были проведены недавно прибывшими объединёнными бригадами Вооруженных Сил Демократической Республики Конго (ВСДРК). Войскам ООН было поручено поддерживать избирательный процесс, обеспечивая защиту и транспорт. В Итури было разоружено более 15000 ополченцев.

## Потери
По официальным данным ООН, за период с начала операции до 30 ноября 2024 года погибли 287 сотрудников миротворческой миссии ООН (161 иностранный военнослужащий из миротворческих сил ООН, три военных наблюдателя, 18 полицейских, 28 иностранных гражданских специалистов, 73 нанятых местных жителя и 4 человека из других категорий сотрудников миссии). Также имелись потери ранеными и травмированными.